# Emperor Bay
Die Emperor Bay (englisch für Kaiserpinguinbucht) ist eine Bucht des Brunt-Schelfeises vor der Küste des ostantarktischen Coatslands. Sie liegt westlich der Halley-Station.
Teilnehmer der Expedition der Royal Society im Rahmen des Internationalen Geophysikalischen Jahres (1957–1958) benannten sie nach der Kolonie von Kaiserpinguinen auf dem Eis am Ufer der Bucht. 